# Belín
Belín é um município da Eslováquia, situado no distrito de Rimavská Sobota, na região de Banská Bystrica. Tem 4,2 km² de área e sua população em 2018 foi estimada em 190 habitantes.

## Demografia
| Ano:        | 1994 | 2004   | 2014    | 2024    |
| ----------- | ---- | ------ | ------- | ------- |
| Broj ljudi: | 161  | 158    | 197     | 176     |
| Razlika:    |      | -1,86% | +24,68% | -10,65% |

| Ano:               | 2023 | 2024   |
| ------------------ | ---- | ------ |
| Número de pessoas: | 185  | 176    |
| Diferença:         |      | -4,86% |